# 黑尔佳·赛德勒
黑尔佳·赛德勒（德語：Helga Seidler，1949年8月5日—），旧姓菲舍尔（Fischer），德国女子田径运动员，主攻短跑。她曾代表东德参加1972年夏季奥林匹克运动会田径比赛，获得女子4×400米接力金牌。